# Erik Bryggman

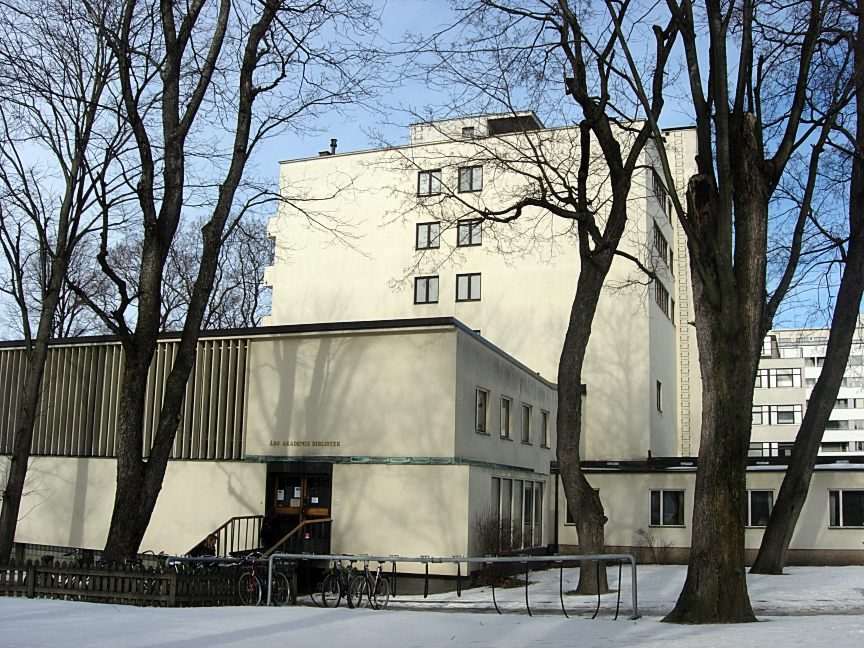
Universidade Åbo Akademi, Turku.

Erik William Bryggman (Turku, 2 de julho de 1891 — Turku, 21 de dezembro de 1955) foi um arquitecto finlandês.
Concebeu projectos para hotéis, vivendas e edifícios públicos, incluindo o pavilhão finlandês da Exposição Mundial de 1930, em Antuérpia. Seguidor do funcionalismo, inclinou-se depois para o romantismo, identificando-se, através das suas últimas construções, com a arquitectura orgânica. As suas obras mais importantes são a Biblioteca da Academia (1935) e a capela do cemitério (1938-1941), na sua cidade natal, e ainda a urbanização de construções de madeira em Pansio (1946), próximo de Turku.